# Doors Open Days

Logo der European Heritage Days

Die Doors Open Days sind der schottische Beitrag zu den European Heritage Days. An diesem Tag werden einzelne Kulturdenkmale, also in der Regel unter Denkmalschutz stehende Gebäude und Anlagen, welche normalerweise nicht oder nur eingeschränkt der Öffentlichkeit zugänglich sind, zur Besichtigung freigegeben. Ebenfalls beteiligt sind Institutionen wie etwa Museen, die ganzjährig historisch bedeutsame Gegenstände präsentieren, hier finden dann zusätzliche Angebote statt. Der Eintritt ist frei. Als Teil der europaweit veranstalteten Aktionstage wird bei Hinweisen auf die teilnehmenden Lokalitäten, etwa auf Flaggen und Bannern, zusätzlich das gemeinsame Logo der European Heritage Days abgebildet.

## Geschichte

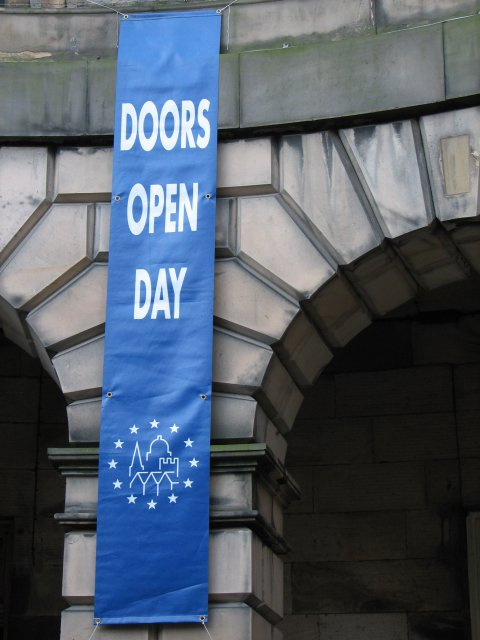
Banner am Parliament Square in Edinburgh, September 2006

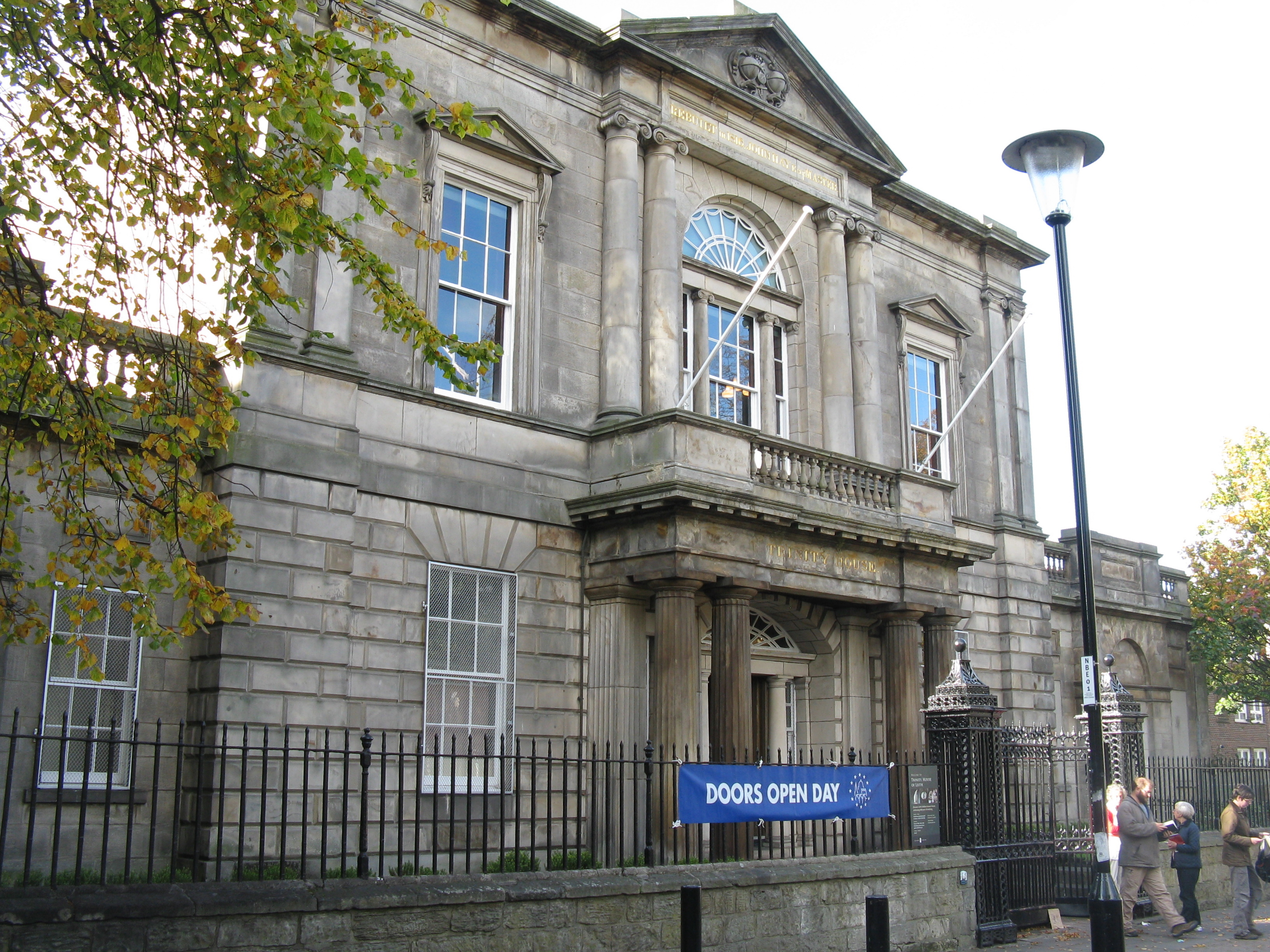
Trinity House, Leith, September 2011

Ziel ist es, wie bei vergleichbaren Veranstaltungen in anderen Ländern, das Interesse sowohl am historischen und kulturellen Erbe Schottlands, aber auch für die Belange von Denkmalpflege und -schutz zu wecken. Schottland zählt hierbei zu den Vorreitern dieser Idee. Nur die Veranstaltungsreihen in Frankreich (seit 1985), den Niederlanden (1987), Schweden und Malta (beide 1988) sowie Belgien (1989) existieren länger.
Auslöser war die Wahl Glasgows zur europäischen Kulturstadt des Jahres 1990, bei der erstmals in Schottland die zugrundeliegende Idee im größeren Rahmen in Glasgow selbst sowie in der südwestlich gelegenen Kleinstadt Ayr umgesetzt wurde. Aufgrund des Erfolges dieses kulturellen Angebotes wurde es in den darauf folgenden Jahren sukzessive auf die übrigen Gebiete Schottlands erweitert. Heute sind sämtliche Regionen mit Veranstaltungen beteiligt. Geschätzt rund tausend Lokalitäten ziehen dabei jährlich etwa eine viertel Million Zuschauer an.

## Organisation
Organisiert werden die Doors Open Days vom schottischen Civic Trust, einer Nichtregierungsorganisation, die sich die Bewahrung des schottischen Kulturerbes zum Ziel gesetzt hat und hierbei auch mit der staatlichen Denkmalschutzbehörde Historic Scotland zusammenarbeitet. Der Trust kümmert sich um die zentrale Koordination und Präsentation, die einzelnen Veranstaltungen werden in Zusammenarbeit von Eigentümern, lokalen Behörden und Vereinen umgesetzt. Geschätzt etwa 5000 ehrenamtlich tätige Personen sind daran beteiligt.
Die Doors Open Days in Schottland finden im September eines jeden Jahres statt. Im Gegensatz zu den meisten anderen Ländern beschränkt sich dies aber nicht nur auf einen bestimmten Tag, sondern erstreckt sich über den gesamten Monat. Dementsprechend wird für die Gesamtveranstaltung der Plural Days, für die lokalen Aktivitäten aber der Singular Day verwendet.
Parallel zu den Doors Open Days findet im September eine weitere Veranstaltungsreihe statt, der Scottish Archaeology Month. Hier liegt der Schwerpunkt im Bereich der Archäologie, also der Erläuterung und Vorführung von im Untergrund verborgenen und daher nicht sichtbaren Objekten sowie zeitlich bei der Ur- und Frühgeschichte.

## Übriger englischsprachiger Raum
Da die Zuständigkeit für Denkmalpflege und -schutz in den Verantwortungsbereich der britischen Teilstaaten fällt finden in diesen eigenständige, aber vergleichbare Veranstaltungen, unter anderen Namen und von anderen Gruppen organisiert, statt:
- England: Heritage Open Days, organisiert von English Heritage.
- Wales: Open Doors Days (Welsh: Drysau Agored) organisiert vom Civic Trust for Wales
- Nordirland: European Heritage Open Days
- Die Hauptstadt London organisiert dies eigenständig unter dem Namen Open House London

Der Begriff Doors Open wird auch in anderen Ländern des englischen Sprachraumes verwendet, so etwa in Kanada oder in den Vereinigten Staaten.